# غالي (سفينة)

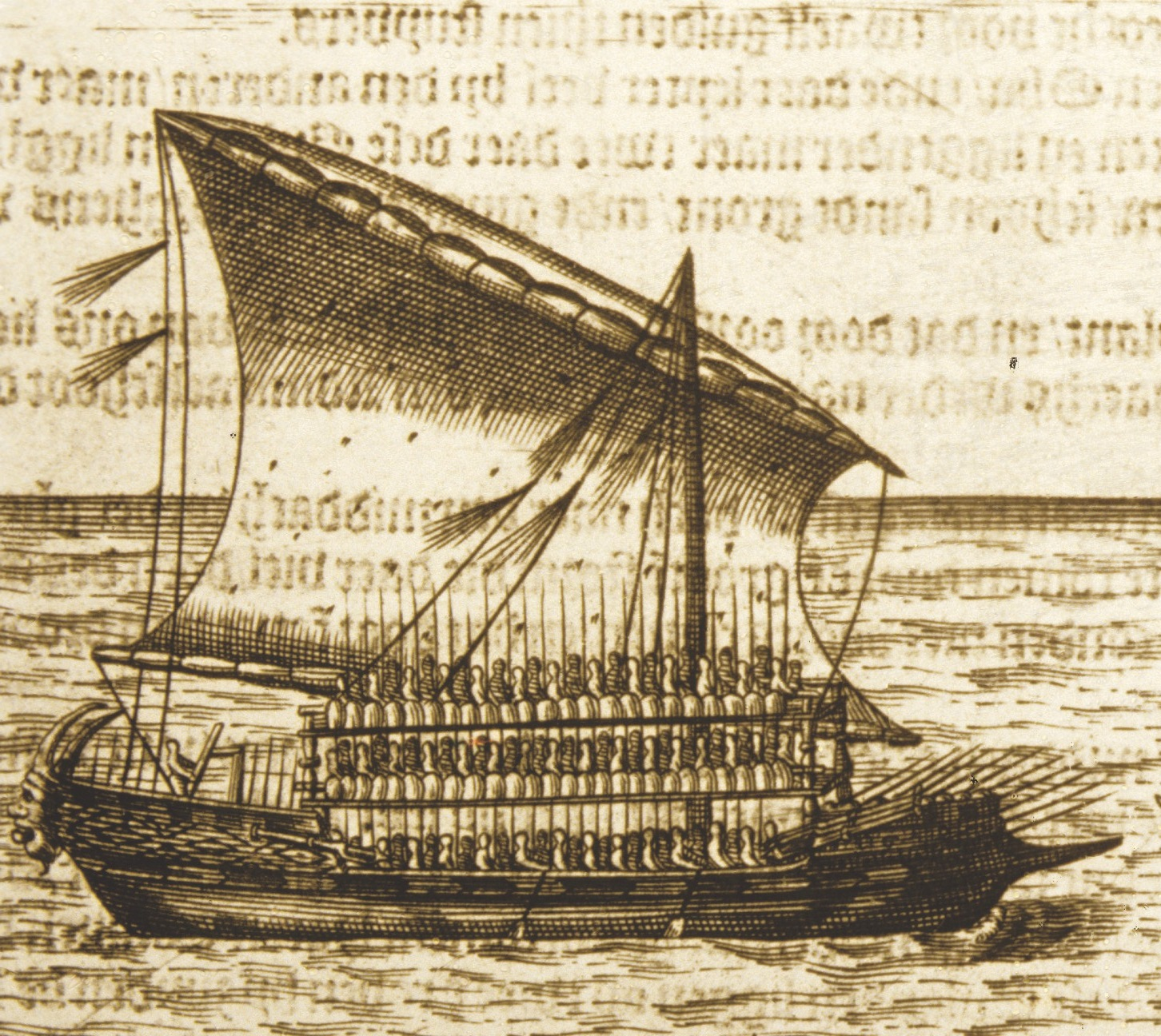
غالي من مادورا عام 1601. لاحظ منصة القتال المرتفعة وثلاثة مدافع أمامية ومدفع دوار واحد على الأقل يقع بالقرب من الكوثل. قد يكون تصويرًا سيئًا لسفينة لنكران أو مركب مشابه.

الغالي هي نوع من السفن الشبيهة بالقوادس من أرخبيل نُسَنْطَرة. ظهر هذا النوع من السفن فقط بعد ثلاثينيات القرن الخامس عشر. كانت توجد بالفعل العديد من السفن المحلية الشبيهة بالقوادس في الأرخبيل قبل ظهور هذا النوع من السفن. تصميم غالي هو نتيجة للتأثير الذي أحدثته تقنيات بناء السفن في البحر الأبيض المتوسط على بناء السفن المحلية والتي أدخلها العرب والفرس والأتراك العثمانيون والبرتغاليون. قد تشير المصطلحات أيضًا إلى السفن المتوسطية التي بناها السكان المحليون أو السفن المحلية ذات التأثير المتوسطي.